# Binaries
Binaries (binaries.ru) — российский интернет-проект, веб-сайт, посвящённый компьютерным и видеоиграм. Сайт содержит новости и статьи на тему игр со всех игровых приставок: PlayStation 3, Xbox 360, Nintendo Wii, Nintendo DS, PSP, и iPhone.

## Название
Название «binaries» образовано от слова «binary», что значит «бинарный». Имеется в виду двоичный код, из которого состоят все электронные программы, в том числе и игры. Возможно, идея была навеяна названием журнала Game.EXE — .exe в названии означало расширение файла и формат исполняемого файла, применяемый в системах DOS, Microsoft Windows, и в некоторых других.

## История
Сайт появился в 2007 году и изначально был авторским блогом Игоря Кузнецов (в сети известен по нику brainsolid). Он работал в таких изданиях, как украинский журнал Gameplay, российский FHM и на сайте lookatme.ru
В феврале 2008 binaries стал победителем конкурса Enthusiast Internet Award 2007 в категории «Gaming».
В феврале 2009 binaries повторно стал победителем конкурса Enthusiast Internet Award 2008 в категории «Gaming».
Начиная с декабря 2008 у каждого зарегистрированного пользователя появилась возможность публиковать свои статьи на сайте, после чего binaries перестал быть авторским блогом и стал коллективным.